# يونيس كارتر
يونيس كارتر (بالإنجليزية: Eunice Carter)‏ هي محامية أمريكية، ولدت في 1899 في أتلانتا في الولايات المتحدة، وتوفيت في 1970 في نيويورك في الولايات المتحدة.